# Unione Rugby Sannio
Unione Rugby Sannio (Fundado el 27 de agosto de 1998) es una sociedad dedicada al rugby, situada en San Giorgio del Sannio, Benevento, Italia. Es miembro de la FIR.

## Comienzos
La sociedad fue fundada en 1998 para dar vida a un proyecto de rugby de "alta calidad" con la iniciativa de un grupo de veinte miembros fundadores de las tres asociaciones implicadas en las décadas de rugby en Sannio, con estrecha consulta con la más antigua tradición de rugby de la región.
Los fundadores están involucrados en el proyecto desde el principio, con la contratación de varios de los mejores entrenadores de FIR. Decenas de atletas entraron por los propietarios, y en el circuito de los equipos representativos de la juventud se mezclan por un equipo ejecutivo que, además de la figura de la pasión, constantemente se refiere a las modalidades del sacrficio.

## Salón de la Fama
- Updated on March 6, 2011.

| Año       | Presidente        | Campeonato | Capitán           | Entrenador       |
| --------- | ----------------- | ---------- | ----------------- | ---------------- |
| 1998-1999 | Michele Manzo     | Sub-20     | Fabio Tirelli     | Lorenzo De Vanna |
| 1999-2000 | Michele Manzo     | Sub-20     | Antonio Mannato   | Lorenzo De Vanna |
| 2000-2001 | Francarlo Iandolo | Sub-20     | Antonio Mannato   | Lorenzo De Vanna |
| 2001-2002 | Francarlo Iandolo | Sub-20     | Antonio Mannato   | Lorenzo De Vanna |
| 2002-2003 | Francarlo Iandolo | Serie B    | Antonio Manzo     | Lorenzo De Vanna |
| 2003-2004 | Antonio Follo     | Serie B    | Fabio Tirelli     | Lorenzo De Vanna |
| 2004-2005 | Antonio Follo     | Serie A    | Fabio Tirelli     | Franco Cioffi    |
| 2005-2006 | Antonio Follo     | Serie A    | Andrea Porrazzo   | Franco Cioffi    |
| 2006-2007 | Antonio Follo     | Serie A    | Claudio Gaudiello | Franco Cioffi    |
| 2007-2008 | Antonio Follo     | Serie B    | Fabio Tirelli     | Fernando Fossi   |
| 2008-2009 | Antonio Follo     | Serie B    | Fabio Tirelli     | Fernando Fossi   |
| 2009-2010 | Antonio Follo     | Serie B    | Fabio Tirelli     | Fernando Fossi   |
| 2010-2011 | Antonio Follo     | Serie B    | Fabio Tirelli     | Fernando Fossi   |

## Jugadores destacados
- Fabio Tirelli
- Claudio Gaudiello
- Andrea Porrazzo
- Roberto Napoli
- Juan Sebastián Francesio
- Alejandro Krancz
- Alejo Corral
- Alfredo Giuria